# Giovanni Francesco da Rimini
Giovanni Francesco da Rimini (Rimini, ... – ...; fl. XV secolo) è stato un pittore italiano.

## Biografia

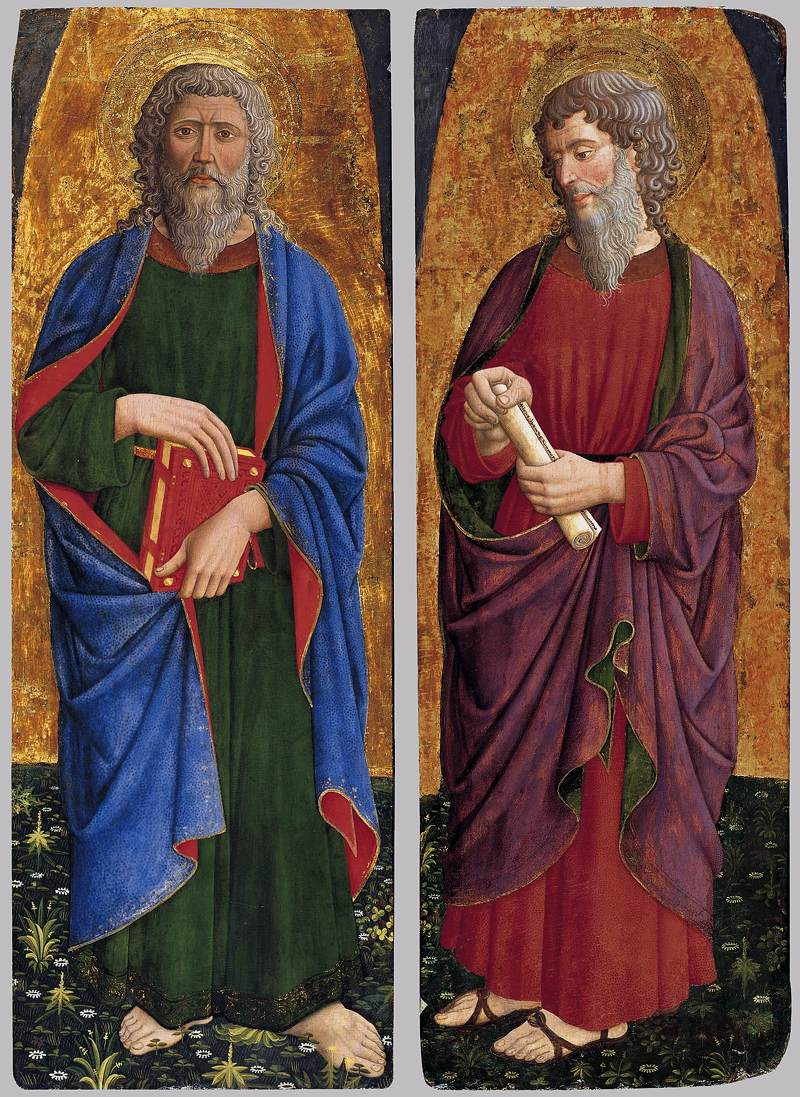
San Filippo e san Paolo, 1460, collezione privata

Non si hanno notizie certe sulla sua data di nascita e nemmeno sulla sua formazione culturale e artistica, anche se si può supporre che Giovanni Francesco venne a contatto nella sua città natale con il rinnovamento avvenuto nei primi decenni del Quattrocento, proveniente dalle Marche e dal Veneto.
La critica d'arte ritiene che Giovanni Francesco fu iscritto alla Fraglia pittorica padovana dal 1441 al 1444, dopodiché si trasferì dapprima a Firenze e poi a Bologna.
Se i suoi esordi devono qualche influenza anche alla scuola veneziana di Jacopo Bellini e Michele Giambono, con la maturità il pittore combinò le sue tendenze derivanti da un gusto gotico-rinascimentale veneto in una fusione con quello gotico-cortese attivo a Bologna e quello popolaresco umbro-marchigiano.
A Bologna realizzò nel 1459 una Madonna col Bambino, conservata nella basilica di San Domenico.
Sempre nel capoluogo felsineo lavorò alla Fabbriceria della basilica di San Petronio, per la decorazione della cappella di Santa Brigida.
Questo progetto non fu ultimato dal pittore, a causa di dissidi del pittore con i fabbricieri di San Petronio e poi per la sua morte, avvenuta prima del 1470, ma fu proseguito da Tommaso Garelli.
Esaminando le sue opere firmate e quelle attribuite, emerge una preparazione tecnica colta e raffinata, che pur aderendo parzialmente all'evoluzione e alle innovazioni del suo tempo, come dimostrò l'influenza toscana, mantiene una certa timidezza tematica e compositiva, in cui viene rievocata una natura e una umanità descritta in modo favoleggiante nello stile tardogotico.
Tra gli esempi più significativi si possono annoverare : un San Cristoforo della Cà d'Oro di Venezia, una Adorazione del Bambino del Museo di Le Mans e una Madonna col Bambino oggi alla National Gallery di Londra.